# Trosa landskyrka
Trosa landskyrka är en kyrkobyggnad i Trosa i Strängnäs stift. Den är församlingskyrka i Trosa församling (tidigare i Trosa landsförsamling).

## Kyrkobyggnadens historik
Kyrkans äldsta delar härstammar från 1200-talet och uppfördes i anslutning till den medeltida staden Trosa. Sakristian byggdes troligen till under 1300-talet. Under 1400-talet försågs innertaket med stjärnvalv av tegel och under samma århundrade tillkom det kraftiga tornet som skulle fungera som försvarstorn. Dess nederdel är byggd av gråsten medan överdelen är byggd av tegel. Målningarna i valven tillkom under 1600-talet. 1773 brandhärjas kyrkan och medan kyrkans valv och inredning skonades, totalförstördes gravkoret, där Kristina Nilsdotter (Gyllenstierna) var begravd. Hon dog 1559 på Hörningsholms slott, Mörkö, och ägde de närliggande sätesgårdarna Gäddeholm (nu Tureholm) och Tullgarn. Efter branden byggdes kyrkan om. Tornet gjordes då högre och försågs med spira. Vapenhuset revs och en ny ingång öppnades i tornets västra vägg. Alla fönster höggs även upp till samma storlek. År 1930 restaureras kyrkan med fokus på invändiga arbeten.

## Inventarier
- Altartavlan målades i Holland under mitten av 1500-talet. Dess motiv är Golgata.
- Predikstolen tillverkades 1706 i Stockholm och är marmorerad med guldornament.
- I bågen mellan långhuset och koret hänger ett triumfkrucifix från senare delen av 1200-talet.
- Till höger om altaret finns begravelsesbanner med vapenskölden för Ture Pederson Bielke (och förfäder) till Kråkerum i Kalmar län, Vikhus i Västmanland samt Salsta i i Uppland, och senare, efter svärfaderns Svante Stures död, det lokala Gäddeholm (numera Tureholm). Den består av en stor och sexton små sköldar och användes vid Ture Pedersons begravning år 1577 och sägs vara den äldsta kompletta serien av ett sådant slag som vi känner från Sverige.
- En nordtysk skulptur av Sankta Anna är daterad till 1400-talet och hänger på norra väggen.
- Dopfunten är ett gotländskt arbete och samtida med den äldsta stenkyrkan.

### Orgel
- 1853 bygger A W Lindgren, Stockholm en orgel med 8 stämmor. Kyrkans första orgel.
- 1930 bygger Gebrüder Rieger, Jägerndorf, Tjeckoslovakien en orgel med 15 stämmor, två manualer och pedal.
- Den nuvarande orgeln är byggd 1969 av A. Magnusson Orgelbyggeri AB, Göteborg och är mekanisk. Den har en cymbelstjärna och ett tonomfång på 56/30. Fasaden är från 1853 års orgel.

| Ryggpositiv I   | Svällverk II      | Pedal            | Koppel |
| Gedackt 8´      | Rörflöjt 8´       | Subbas 16´       | I/P    |
| Principal 4´    | Viola da Gamba 8´ | Flöjtbas 8´      | II/P   |
| Rörflöjt 4´     | Koppelflöjt 4´    | Gedacktpommer 4´ | II/I   |
| Kvinta 2 2/3´   | Principal 2'      | Rauschpipa III   |        |
| Waldflöjt 2'    | Sifflöjt 1 1/3'   | Fagott 16'       |        |
| Ters 1 3/5'     | Solokornett IV    |                  |        |
| Sesquialtera II | Cymbel II         |                  |        |
| Mixtur V        | Oboe 8'           |                  |        |
| Krumhorn 8'     | Tremolo           |                  |        |
| Tremolo         | Crescendosvällare |                  |        |

## Interiör

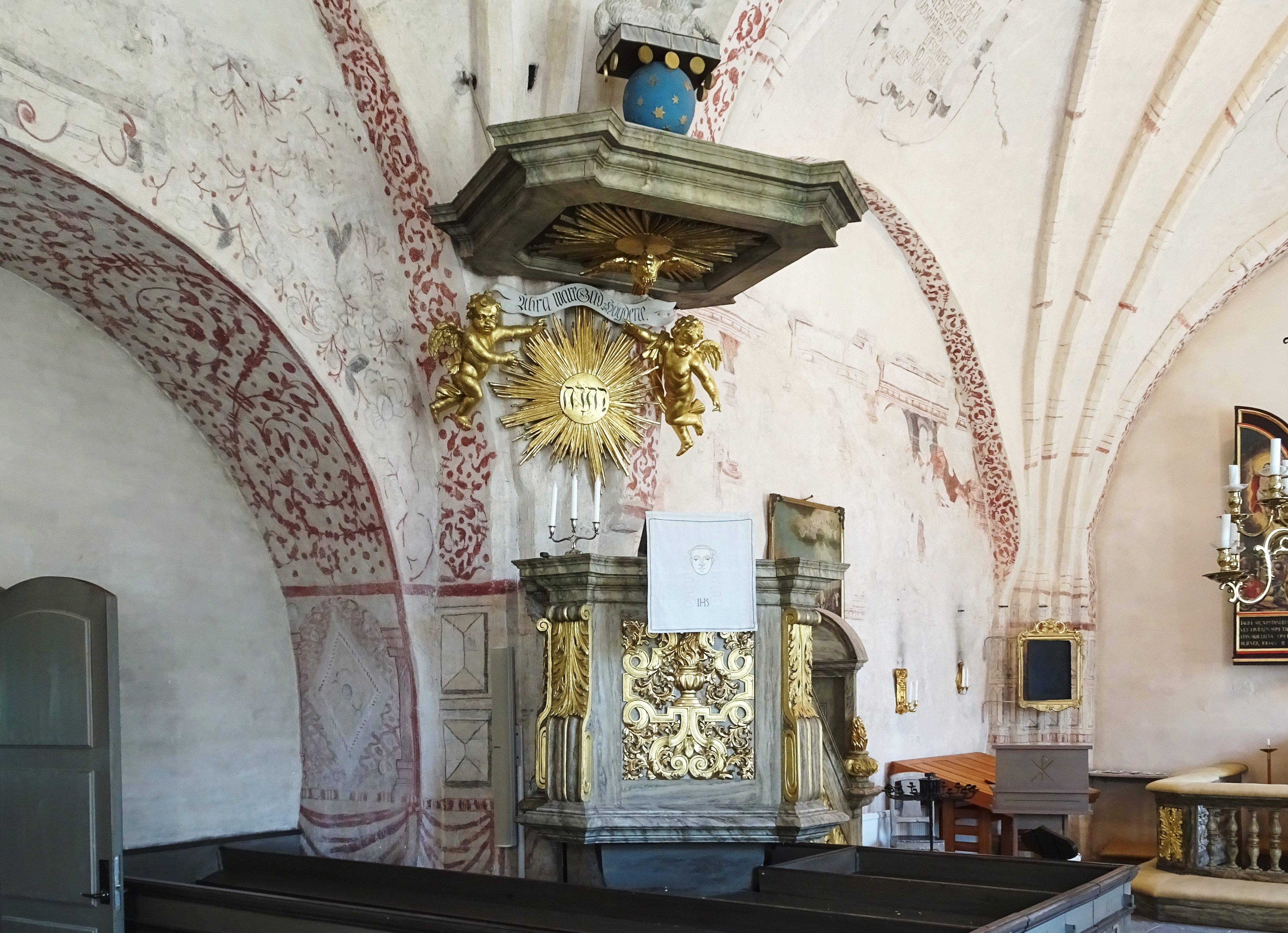
Predikstolen
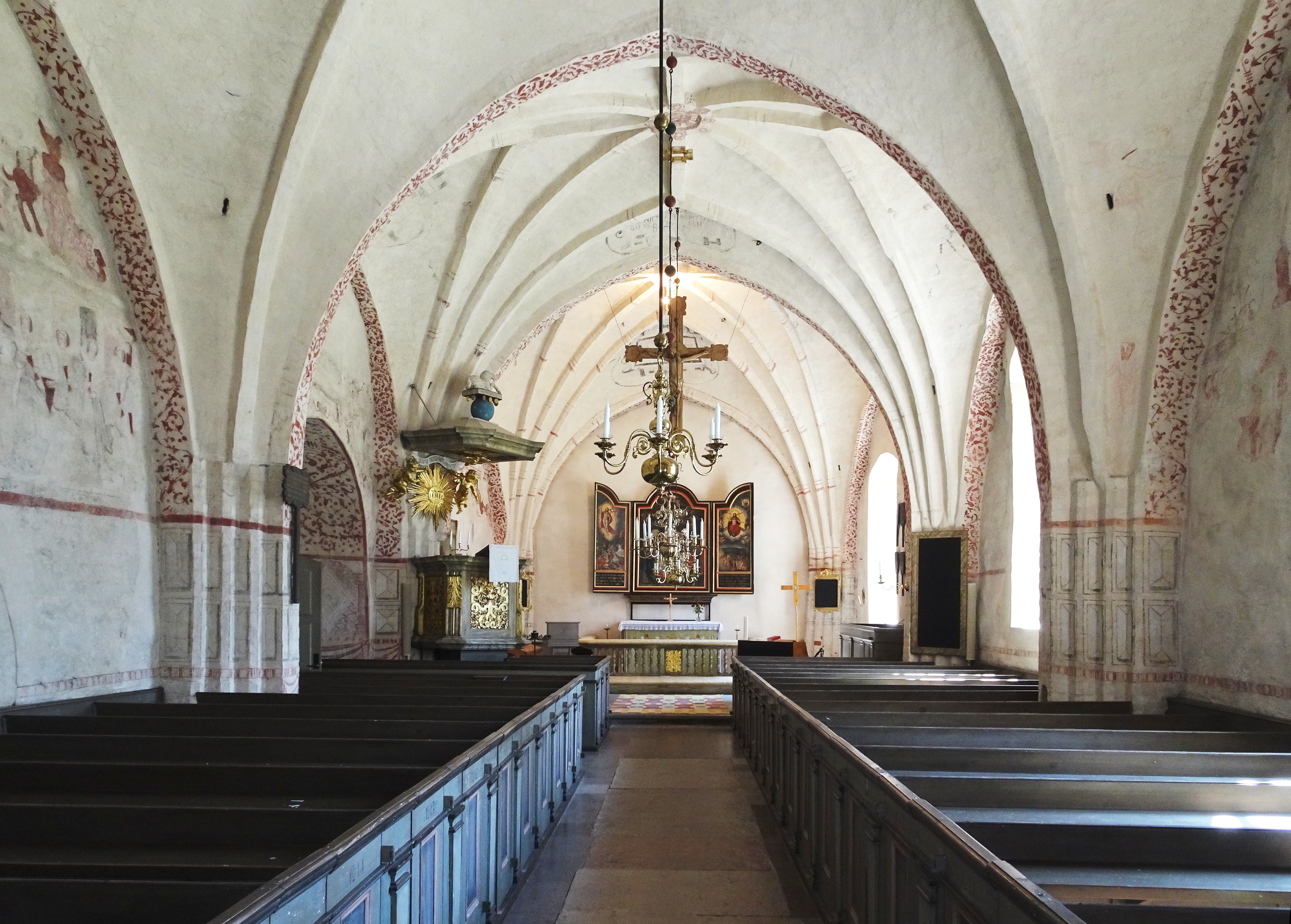
Kyrkorummet
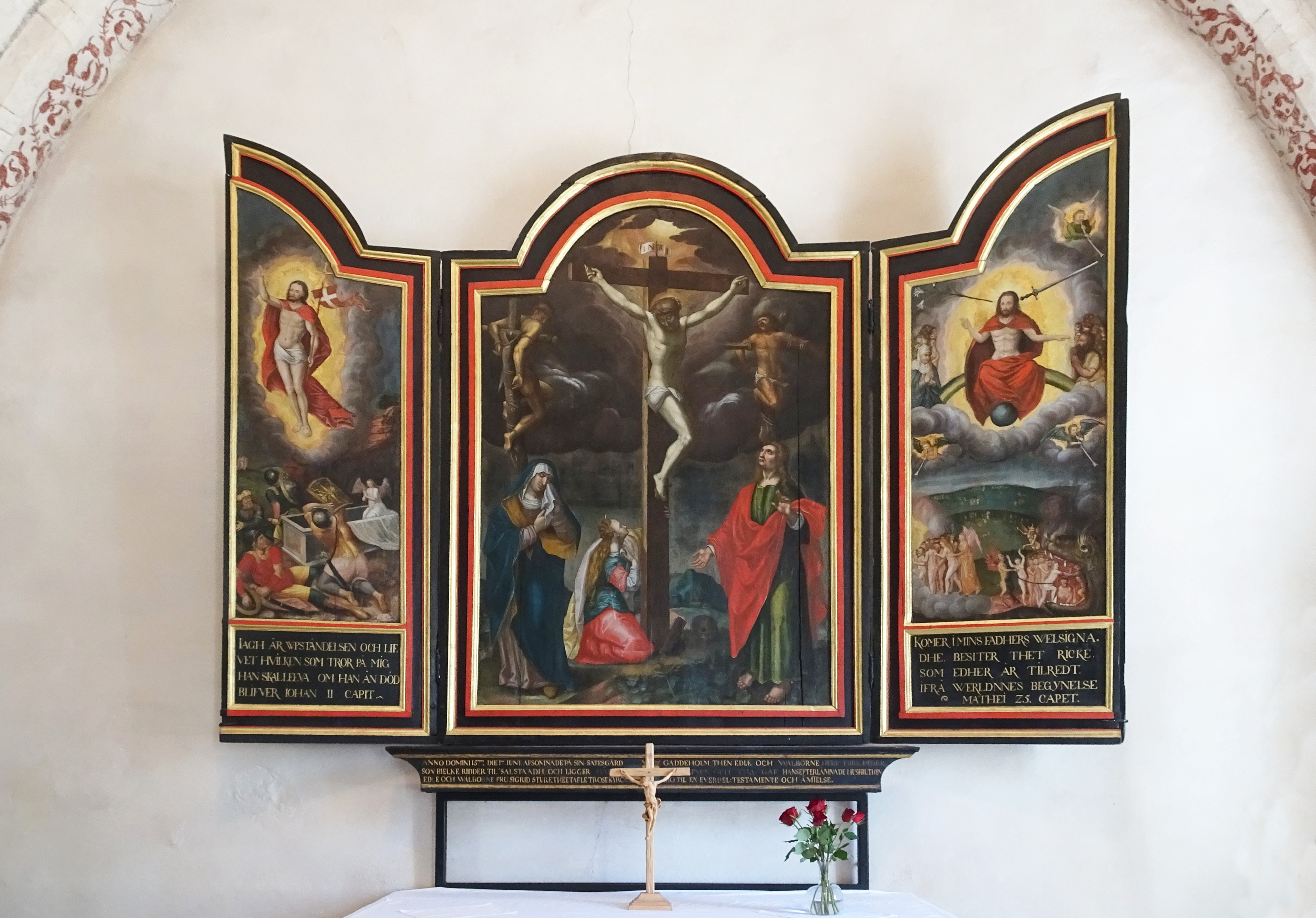
Altartavlan
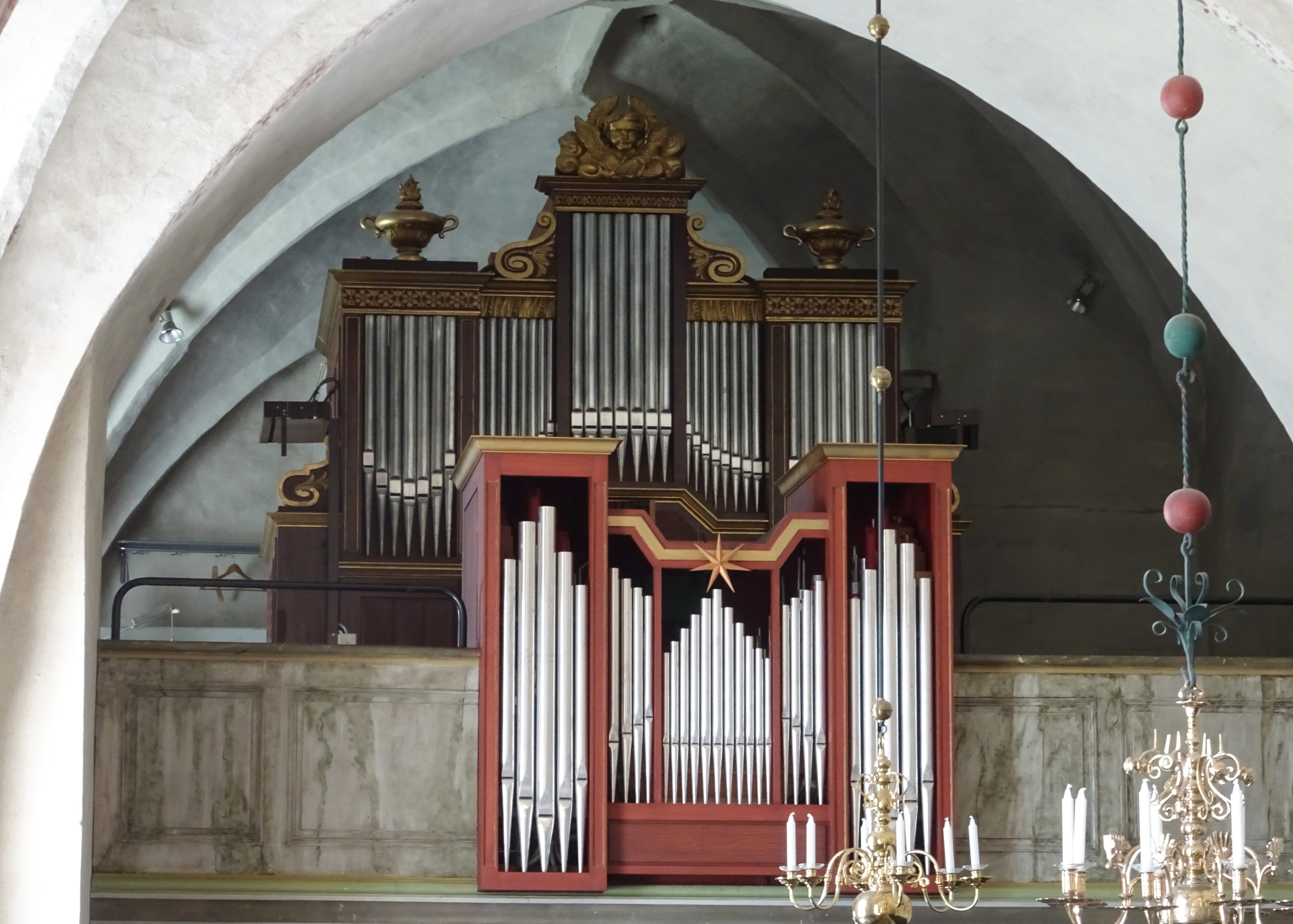
Orgelläktaren
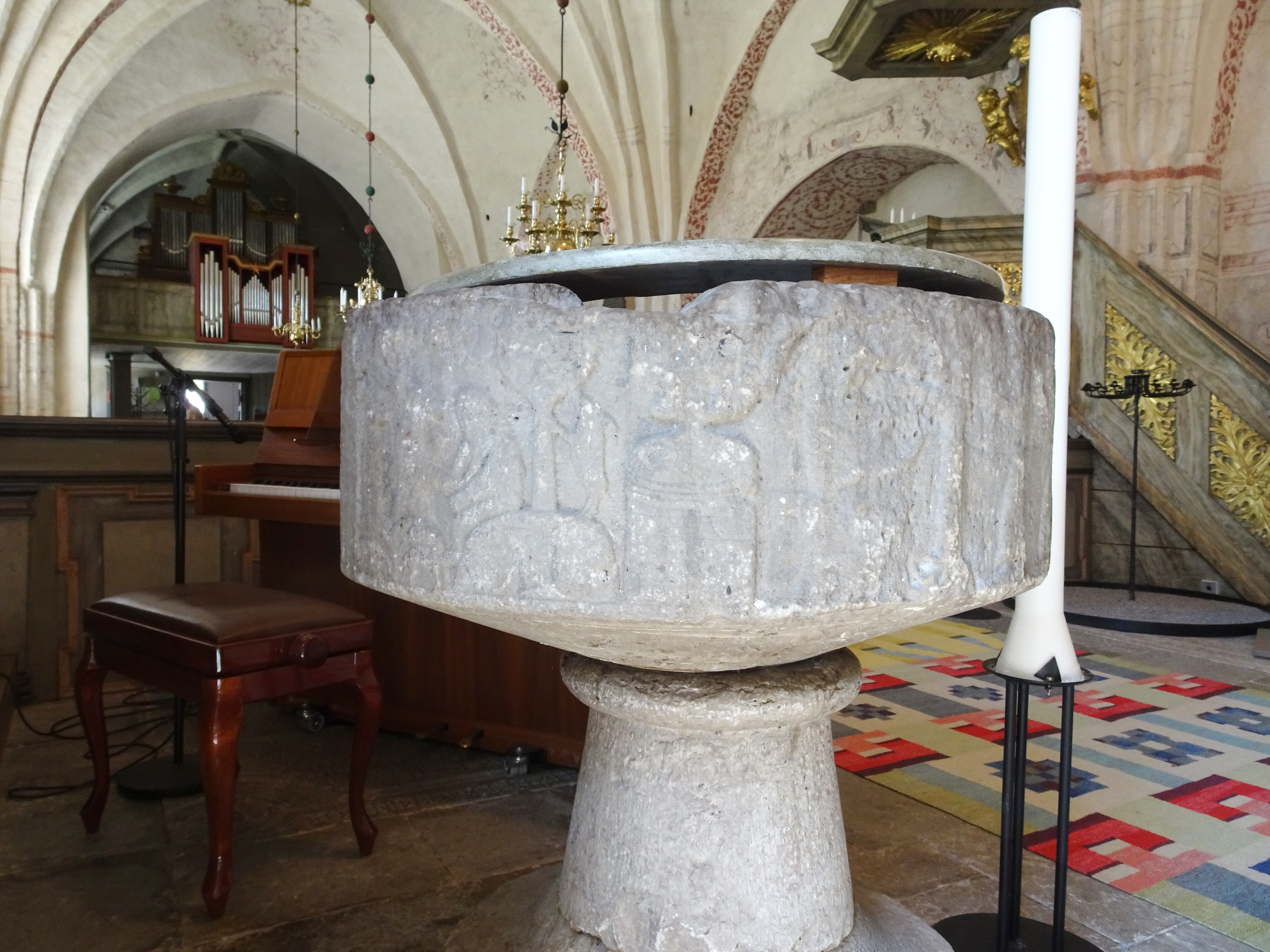
Dopfunten

### Webbkällor
- https://trosa.com/uppleva/kultur/kyrkor/
- Orgelanders hemsida
- Bebyggelseregistret
- Trosa kyrka, Södermanland. Begravelsesbanner, släktavla för Ture Pedersson Bielke: http://www.gravstenogepitafier.dk/trosa.htm
- Ture Pedersson Bielke, artikel av B. Boëthius. i Svenskt biografiskt lexikon (SBL): https://sok.riksarkivet.se/sbl/Presentation.aspx?id=18189
- Kristina Nilsdotter Gyllenstierna, artikel av H. Gillinstam i Svenskt biografiskt lexikon (SBL): https://sok.riksarkivet.se/sbl/Presentation.aspx?id=13412
- Trosa landskyrka Trosa församling